# Hollenegg
Hollenegg è una frazione di 2 077 abitanti del comune austriaco di Schwanberg, nel distretto di Deutschlandsberg (Stiria). Già comune autonomo, il 1º gennaio 2015 è stato aggregato a Schwanberg assieme agli altri ex comuni di Garanas e Gressenberg. Qui nacque Aloisio del Liechtenstein.